# Димитър Христодоров
Димитър Василев Христодоров е български журналист, писател и юрист.

## Биография
Роден е през 1884 г. в Пазарджик. Следва право в Софийски университет. От 1898 до 1924 г. е редактор на органа на Демократическата партия вестник „Пряпорец“, а от 1924 до юли 1934 г. на вестник „Знаме“. Между 1936 и 1939 г. е подпредседател и касиер на Дружеството на столичните журналисти. Редактира „Столичен общински вестник“ (1927 – 1936). Издава свой следпразничен вестник „Рила“ (1933 – 1934).
Умира през 1947 г. в София.
Личният му архив се съхранява в Централен държавен архив. Той се състои от 54 архивни единици от периода 1908 – 1942 г.

## Творчество
Автор е на много пътеписи, фейлетони, исторически бележки и др.
- „За свободата на смъртта“ (повест, 1917)
- „Трънен венец“ (сборник разкази, 1923)
- „На поклонение“ (пиеса, 1925)
- „Жертва“ (пиеса, 1929)
- „През огън“ (роман, 1938)
- „Тайният знак“ (роман, 1941)
- „Св. Седмочисленици“ (Черната джамия) в София (исторически очерк, 1940)
- „Борис Пожаров“ (монография, 1943)